# 영흥층

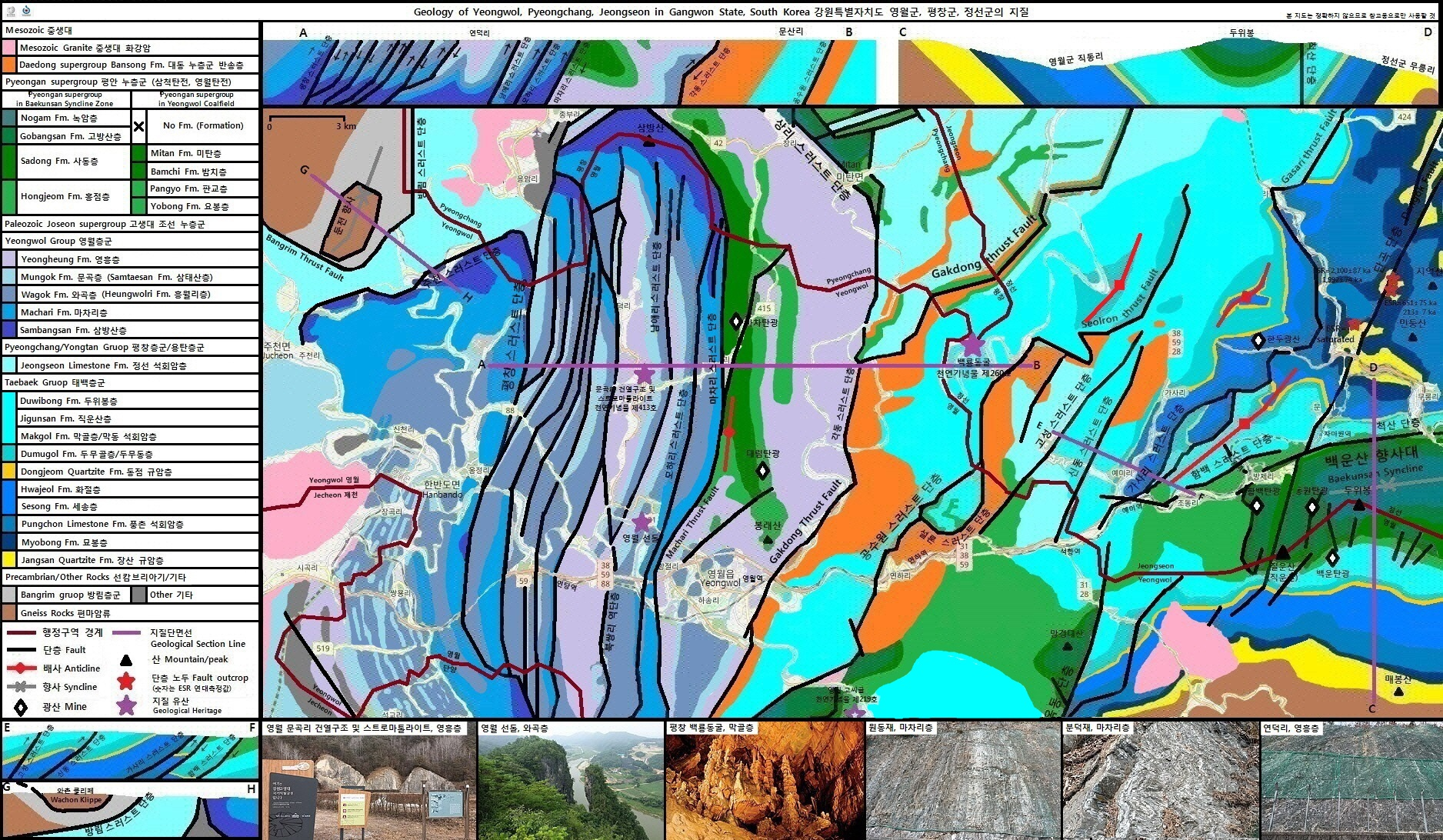
영월군의 지질 분포도

영흥층(Oy; yeongheung Formation, 永興層)은 대한민국 태백산분지에 분포하는 고생대 조선 누층군 영월층군의 최상위 지층이다. 영흥층은 문곡층 위에 정합으로 놓이고 평안 누층군 요봉층에 의해 부정합으로 덮힌다. 영흥층의 주요 구성 암석은 회색, 암회색의 세립 돌로마이트, 돌로마이트질 석회암 및 석회암이며 일반적으로 하부는 담회색 내지 암회색의 괴상의 돌로마이트가 두껍게 나타난다. 영흥층 내에 협재된 회색 석회암은 그 품위가 높아 석회석 자원으로서의 가치가 높으나 그 매장량은 많지 않다. 영흥층의 두께는 약 400 m 또는 750 m 로 추정된다. 마차리 스러스트 단층과 상리 스러스트 단층 사이의 영월군 영월읍 영흥리와 삼옥리, 거운리와 문산리 서부, 접산(835.3 m)과 평창군 미탄면 남서부 일대에 넓게 분포하며 그 서쪽의 지역에서 스러스트 단층들에 의해 다시 출현한다. 영월읍 물암골 지역의 구채석장에서는 영흥층의 최상부 돌로마이트가 충상단층에 의해 요봉층 위로 올라와 있다. 영흥층에서 대형 화석은 드물게 산출되며 보존 상태도 불량한 편이지만 영월읍 삼옥리 일대에 분포하는 영흥층에서 중기와 후기 오르도비스기를 지시하는 코노돈트 화석이 산출됨이 보고된 바 있다.

## 지역별 암상

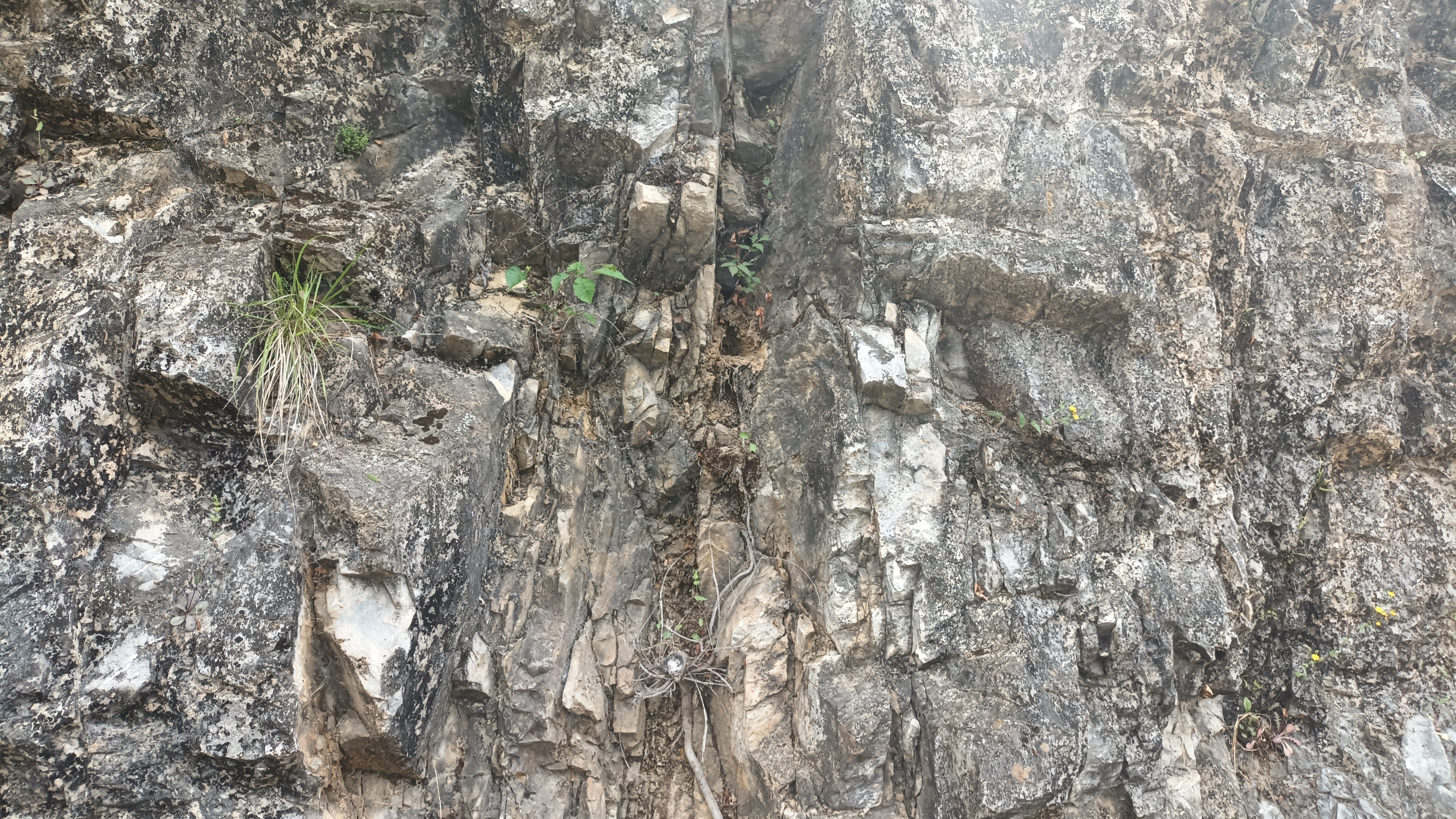
영월군 남면 북쌍리 남애 단면의 영흥층

태백산지구 지하자원 조사단에 의하면 암회색 돌로마이트질 석회암을 주로 하며 지층의 두께는 440 m이다. 이 지층은 예미각력석회암층에 대비될 것으로 보인다.
멧둔재 주변의 영흥층은 평창군 평창읍 노론리 평창군 위생처리장 일대와 미탄면 창리 멧둔재 구도로 일대에 넓게 분포한다. 영흥층은 하부의 삼방산층과는 단층으로 접하고 중기 석탄기의 평안 누층군 요봉층에 의해 부정합으로 덮힌다. 영흥층의 구성 암석은 회색 내지 담회색의 석회암, 돌로마이트질 석회암, 석회질 돌로마이트 및 돌로마이트로 이루어진다. 영흥층의 주향은 북동 60~80°이고 경사는 남동 40~75°로 변화가 매우 심하다. 이 층에서는 Panderodus unicostatus, Panderodus amplicostatus, Ozarkodina hassi, Ozarkodina simplex, Ozarkodina crispa, Ozarkodinan.sp.A, Oulodustripatus, Oulodustripatus panuarensis, Neoprioniodus planus 및 Aacodus sp. 등의 코노돈트가 산출되며, 두족류와 삼엽충도 드물게 발견된다. 이들 코노돈트는 캐나다 퀘백 주의 전기 실루리아기 지층과 중국 양쯔 대지의 전기 실루리아기 지층에서 널리 산출되는 코노돈트와 잘 대비된다. 따라서 멧둔재 지역에 분포하는 영흥층의 지질시대는 전기 실루리아기로 판단된다. 영흥층의 석회암의 미암상은 Dumham(1962)의 분류안을 적용하여 석회암을 분류하면 이 층의 석회암은 와케스톤(wackestone)과 팩스톤(packstone)에 해당된다.
권유진과 권이균(2020)은 영월군 일대에 드러난 영흥층의 12개 단면을 조사하고 19개 퇴적상(Sedimentary facies)을 확인하고, 영흥층을 다음과 같은 5개 퇴적상조합(facies associations)으로 구분했다.
- FA1 : 엽리상 석회이암과 용해-붕락 각력암(solution-collapsed breccia)으로 구성된다. 영흥층 하부에는 퇴적 중 고염분과 건조 환경을 지시하는 기록이 있다. 영흥층 하부의 간헐적인 각력암의 출현은 비슷한 위치에 있는 막동 석회암층 내의 예미각력석회암과 연관된 것으로 보인다. 이러한 특성들은 초기 중부 오르도비스기 동안의 광범위한 해수면 하강을 지시한다.
- FA2 : 엽리상 돌로마이트/석회암이암(dolo-mudstone), 괴상 와케스톤~팩스톤, 평력석회암 등으로 구성되며 건열과 스트로마톨라이트 등은 퇴적 중 고염분과 건조 환경을 지시한다.
- FA3 : 자주색 셰일, 석회질이암/셰일, 적색~암갈색 셰일로 구성되며 호수, 늪, 조하대(subtidal) 환경을 지시한다.
- FA4 : 괴상 돌로마이트, 층상의 펠로이드 입자암, 평력석회암으로 구성되며 와케스톤~팩스톤이나 입자암이 협재된다. 이는 파도의 영향을 받는 조하대(subtidal)의 환경을 지시한다.
- FA5 : 생물교란 석회이암, 와케스톤~팩스톤 등으로 구성되며 천해의 퇴적 환경을 지시한다.

영월군 영월읍 삼옥리 동강을 따라 영흥층의 노두가 대규모로 드러나 있다.
영월군 영월읍 동강변 영흥층 노두
- 삼옥리 동강변의 동굴과 영흥층 노두 (북위 37° 13′ 15.8″ 동경 128° 30′ 33.3″ / 북위 37.221056°  동경 128.509250° )
- 동강로 도로변의 영흥층 노두 (북위 37° 13′ 18.4″ 동경 128° 31′ 09.1″ / 북위 37.221778°  동경 128.519194° )

영월군 영월읍 북쌍리 북쌍삼거리-영월삼거리 간 영월로 도로변 절개사면에는 아래 사진과 같이 영흥층의 노두가 드러나 있다. 남애 단면의 영흥층은 두께 35 m로 돌로마이트이암과 돌로마이트를 포함한 탄산염암으로 구성되며 부분적으로 처트와 석회질사암이 협재된다.
영월군 영월읍 북쌍리 영월로 도로변 절개사면의 노두
- 북위 37° 12′ 19.1″ 동경 128° 24′ 39.2″ / 북위 37.205306°  동경 128.410889°

영월군 북면 연덕리, 노적봉(422.7 m) 동쪽의 원덕재로와 삼방산길이 만나는 교차로 앞에는 아래 사진과 같이 영흥층의 노두가 250 m에 걸쳐 대규모로 드러나 있으며 근접도 가능하다. 
영월군 북면 연덕리 원덕재로 도로변 노두

## 화석
영흥층은 일반적으로 화석의 산출이 많지 않은 것으로 알려져 있지만, 고바야시(1966)가 삼엽충, 완족류 및 두족류 화석을 보고하였고, 이들 화석에 근거하여 영흥층의 지질시대를 중기 오르도비스기로 제시하였다.
- 이하영(1979)은 영월군 내 4개 지역의 영흥층에서 200여 개체의 코노돈트 화석을 채취하였다. 산출된 코노돈트는 17속 29종의 단일종과 1종의 복합종(Multi-element species)으로 분류되었고 이들을 북미와 국내의 오르도비스기 화석군에 대비한 결과 영흥층의 지질시대는 북미 중부 오르도비스기의 Porterfieldian 하부와 Llandeilo 상부 내지 카라독절(Caradocian, 대략 458-448 Ma) 하부에 해당할 것으로 보인다. 연구에 사용된 삼엽충 화석 표본들이 산출된 곳은 다음과 같다: 암회색 돌로마이트질 석회암으로 구성된 마차리 북동방 2.2 km의 마차리-밤치 단면, 암회색 돌로마이트질 괴상 석회암으로 구성된 마차리 서방 1.2 km의 마차리-오만동 단면, 명둔재 서방 2.8 km의 평창-미탄 간 단면, 암회색 돌로마이트질 석회암으로 구성된 남면 연당초등학교 남부 및 서부지역의 단면.[8]
- 연세대학교의 코노돈트 연구(1984) 결과 영월군과 평창군의 14개 단면에서 1551개체의 코노돈트 화석이 산출되었고 총 56속 122종으로 분류되었으며 지질시대는 유럽의 Llanvirn 후기에서 카라독절(Caradocian)에 해당하며 영흥층 최상부는 후기 오르도비스기의 Cincinnatian에 대비된다.[9]
  - 평창군 평창읍 민둔재 서측과 삼방산 북측단면 : 영흥층 최상부에 해당하며 이곳의 Amorphognathus, Aphelopuathus, Oulodus, Plectodina 속 등은 상부 오르도비스기의 표준화석이다. 본 단면에서 실루리아기의 코노돈트 화석 Acodus unicostatus, Panderodus simplex, Distomodus extrorsus, Neoprioniodus costatus 등이 산출되었고 시대가 다른 화석들이 서로 혼재되어 일부 화석이 층서적으로 역전된 위치에서 산출되었는데 이는 인근의 회동리층에서 유입된 것으로 추정된다.
  - 평창군 미탄면 한탄리 단면 : 이곳의 영흥층은 상내리 단층에 의해 절단되고 두위봉형 조선 누층군과 접하고 있으며 영흥층의 하부 내지 중부로 추정된다. Acodus sp., Drepanodus sp., Scolopodus? sp., Ozarkodina cf. joachimensis, Ozarkidina sp. 등 4속 5종의 형태종이 산출되었다. 이는 중부 오르도비스기에 해당한다.
  - 평창군 미탄면-내한탄 사이 단면 : 영흥층 중-상부에 해당하며 중부 오르도비스기에 해당하는 Acontiodus sp., Drepanodus homocurvatus, Drepanidus sp., Panderodus compressus, Panderodus unicostatus, Neprioniodus? sp. 등이 산출되었다.
  - 영월군 영월읍 삼옥재 동측사면 : 영흥층 상부 내지 최상부에 해당하며 상부 오르도비스기에 해당하는 Drepanodus suberectus, Panderodus compressus, Panderodus gracilis, Scolopodus? sp., Neoprioniodus sp., Ozarkodina pseudotypica, Oulodus robustus, Tasmanognathus cf. careyi, Trapezognathus sp. 등이 산출되었다.
- 이성주(1990)는 영흥층에서 3개의 코노돈트 화석군을 인지하고 그 지질시대를 오르도비스기인 중기 아레니그절(Arenig, 대략 477~470 Ma) 내지 초기 카라독절(Caradocian)으로 제시하였다.
- 최덕근과 정경완(1990)은 영월군의 삼거리(현재의 북면 문곡리)의 국도 제31호선 부근에 드러난 영흥층 하부에서 아레니그 시기의 코뉴라리드(conularid) 화석을 보고하였다.[10]
- 최덕근과 정경완(1993)은 현재의 영월군 북면 문곡리 남부에 해당하는 지역에 드러난 영흥층 하부에서 총 16속 25종의 생흔 화석을 발견하고 생흔화석군과 퇴적학적인 증거들을 통해 영흥층 하부가 퇴적될 당시의 환경은 얕은 대륙붕 혹은 석호(潟湖)였던 것으로 추정하였다.[11]
- 이동진과 유찬민(1993)은 영흥층의 중부 층준으로부터 오르도비스기의 스트로마토포로이드(stromatoporoid) 화석을 보고하였다. 연구의 대상이 된 화석들은 영월군 북면 문곡리, 천연기념물 제413호 영월 문곡리 건열구조 및 스트로마톨라이트가 위치한 곳 서쪽인 국도 제31호선 도로변과 인접 하상에 노출된 영흥층의 중부 층준(이하 남교 단면)에서 채집되었다. 측정 두께 약 100 m의 남교 단면에서는 트인 천해 환경(shallow ramp facies)에서 조간대 환경)(peritidal facies)으로 변해가는 상향 천해화 퇴적상이 수 차례 반복된다. 스트로마토포로이드 화석을 함유하는 세 낱층(beds)은 상대적으로 수심이 깊었던 간기(interval) 중에 퇴적된 것으로 흔히 해백합(crinoid ossiscles)과 두족류의 파편이 수반되는 것으로 보아 비교적 큰 에너지의 트인 천해 환경에서 퇴적된 것으로 보인다. 영흥층에서 산출된 스트로마토포로이드 화석은 Lebchia regularis에 속하며 이는 평안남도 강동군 만달면 승호리 부근에 분포된 운학층과 남만쥬 지역의 Toufangkou limestone 상부 층준에서 보고된 바 있다. 이는 late Llanvirnian에 해당하는 것으로 생각되며 이는 코노돈트 미화석을 통한 생물 층서학적 연구 결과와도 일치한다.[12]
- 김정률, 서용석, 박수인(1993)은 영월군 북면 문곡리의 남교 부근(북위 37° 15′ 20″ 동경 128° 26′ 10″ / 북위 37.25556°  동경 128.43611° ; 영월 문곡리 건열구조 및 스트로마톨라이트 부근)에 12 m 두께로 드러난 영흥층 중부의 고회질이암에서 생흔화석 Lockeia의 산출을 보고하였다.[13]

## 지질 유산

### 영월 문곡리 건열구조 및 스트로마톨라이트
천연기념물 제413호 영월 문곡리 건열구조 및 스트로마톨라이트는 영월군 북면 문곡리, 영흥층 하부에 해당하는 연덕천 동쪽 절벽 일대에 발달한 높이 13.5 m, 폭 16 m 규모의 층리면에서 나타난다. 이 절벽에는 스트로마톨라이트와 건열 구조가 잘 발달되어 있어 퇴적 당시의 환경을 잘 보여 주고 있다. 스트로마톨라이트는 일반적으로 수온이 따뜻하고 햇빛이 잘 드는 적도 주변의 얕은 바다에서 만들어지는 화석으로, 이로부터 이들 스트로마톨라이트가 현재의 위치가 아닌 고생대 적도의 바다에서 형성된 후 이곳까지 이동해 왔다는 것을 지시한다. 건열 구조는 퇴적물이 대기에 노출되어 물이 증발하여 마르면서 갈라지기 때문에 만들어지는 퇴적 구조이다. 이것은 문곡리의 퇴적 지층이 형성된 곳이 매우 얕은 바다의 조간대 환경임을 말하고 있다.
이정현(2020)은 "영월 문곡리 건열구조 및 스트로마톨라이트가 생물 기원의 증거가 전혀 없고, 스트로마톨라이트의 특징적인 위로 볼록한 엽층리 구조를 보이지 않아 스트로마톨라이트라는 명칭을 부여하는 데 문제가 있다고 지적하였다. 이정현은 스트로마톨라이트 구조를 정밀 연구한 결과 문곡리 스트로마톨라이트가 생물 기원이 아니며 물리적인 퇴적 작용에 의해 이 구조가 생성되었을 가능성을 제기하였다.
영월 문곡리 건열구조 및 스트로마톨라이트 사진
- 노두 우측
- 노두 중앙
- 노두 좌측
- 국도 제31호선 도로변 안내판

### 기타
- 영월군 거운리의 접산(835.3 m, N 37°13'59", E 128°29'25") 일대에는 암회색 내지 담회색의 돌로마이트질 석회암으로 구성된 영흥층과 적색 셰일, 녹회색 사암 내지 셰일과 석회암으로 구성된 홍점층이 분포하여 접산 카르스트 지대를 형성하고 있다. 이곳에는 총 26지점 이상의 돌리네가 분포하고 우발라, 카렌, 싱크홀, 카렌 지형과 용출수 등이 발달한다.[16]
- 평창군 미탄면 기화리 평창동강로 245 (N 37°18'35.19", E 128°31'38.77")에서는 하천의 바닥에서 물이 솟아오르는 현상이 관찰된다. 이는 영흥층의 석회암 내에 발달하는 석회 동굴과 같은 카르스트 지형에 기인하는 것으로 추정된다. 이곳에는 지질탐방로와 해설판이 조성되어 있다.[16]
- 평창군 미탄면 기화리 225 (N 37°18'11.20", E 128°31'41.55")에 위치한 코끼리바위는 영흥층의 석회암과 돌로마이트가 풍화 침식을 받아 형성된 지형이다. 바위 상부에 고마루 카르스트 지형이 발달해 있는데 우천 시 카르스트 지표에서 스며든 물이 이곳으로 흘러나와 폭포를 형성한다. 지질탐방로가 조성되어 있다.[16]
- 평창군 미탄면 한탄리 일대에는 돌리네, 우발라, 싱크홀, 석회동굴과 같은 카르스트 지형이 발달해 있다.[16]

태백층군, 영월층군 간 지층 대비표
| 지질 시대 | 지질 시대                    | 지질 시대            | 지질 시대            | 태백층군                  | 태백층군           | 영월층군                          | 영월층군 |
| 기        | 기                           | 세                   | 절                   | 지층                      | 화석               | 지층                              | 화석 |
| --------- | ---------------------------- | -------------------- | -------------------- | ------------------------- | ------------------ | --------------------------------- | --- |
|           | 오르도비스기 443.8–485.4 Mya | 후세 443.8–458.4 Mya | Hirnantian           | -                         | -                  | -                                 | - |
|           | 오르도비스기 443.8–485.4 Mya | 후세 443.8–458.4 Mya | Katian               | -                         | -                  | -                                 | - |
|           | 오르도비스기 443.8–485.4 Mya | 후세 443.8–458.4 Mya | Sandbian             | -                         | -                  | -                                 | - |
|           | 오르도비스기 443.8–485.4 Mya | 중세 458.4–470.0 Mya | Darriwilian          | 두위봉층                  | -                  | 영흥층                            | - |
| 직운산층  | 오르도비스기 443.8–485.4 Mya | 중세 458.4–470.0 Mya | Darriwilian          | Dolerobasilicus           |                    | 영흥층                            | - |
|           | 오르도비스기 443.8–485.4 Mya | 중세 458.4–470.0 Mya | Daipingian           | 막골층                    | '                  | 영흥층                            | - |
|           | 오르도비스기 443.8–485.4 Mya | 전세 470.0–485.4 Mya | Floian               | 막골층                    | '                  | 영흥층                            | - |
|           | 오르도비스기 443.8–485.4 Mya | 전세 470.0–485.4 Mya | Floian               | 두무동층                  | Kayseraspis        | 영흥층                            | Kayseraspis |
|           | 오르도비스기 443.8–485.4 Mya | 전세 470.0–485.4 Mya | Tremadocian          | 두무동층                  | Protopiomerops     | 문곡층                            | Shumardia pellizzarii Kainella euryrachis Yosimuraspis vulgaris                                                                                              |
|           | 오르도비스기 443.8–485.4 Mya | 전세 470.0–485.4 Mya | Tremadocian          | 두무동층                  | Asaphellus         | 문곡층                            | Shumardia pellizzarii Kainella euryrachis Yosimuraspis vulgaris                                                                                              |
|           | 오르도비스기 443.8–485.4 Mya | 전세 470.0–485.4 Mya | Tremadocian          | 동점층                    | Richardsonella     | 문곡층                            | Shumardia pellizzarii Kainella euryrachis Yosimuraspis vulgaris                                                                                              |
|           | 캄브리아기 485.4–541.0 Mya   | 푸룽세 485.4–497 Mya | 제10절               | 동점층                    | Richardsonella     | 와곡층                            | Fatocephalus hunjiangensis |
|           | 캄브리아기 485.4–541.0 Mya   | 푸룽세 485.4–497 Mya | 제10절               | 동점층                    | Pseudokoldinioidia | 와곡층                            | Fatocephalus hunjiangensis |
|           | 캄브리아기 485.4–541.0 Mya   | 푸룽세 485.4–497 Mya | 제10절               | 동점층                    | Eosaukia           | 와곡층                            | - |
|           | 캄브리아기 485.4–541.0 Mya   | 푸룽세 485.4–497 Mya | 제10절               | 화절층                    | Eosaukia           | 와곡층                            | - |
|           | 캄브리아기 485.4–541.0 Mya   | 푸룽세 485.4–497 Mya | 제10절               | Quadraticephalus          | 마차리층           |                                   | - |
|           | 캄브리아기 485.4–541.0 Mya   | 푸룽세 485.4–497 Mya | Jiangshanian         | Asioptychaspis subglobosa | 마차리층           |                                   | - |
|           | 캄브리아기 485.4–541.0 Mya   | 푸룽세 485.4–497 Mya | Jiangshanian         | 세송층                    | 마차리층           | Kaolishania                       | - |
|           | 캄브리아기 485.4–541.0 Mya   | 푸룽세 485.4–497 Mya | Jiangshanian         | 세송층                    | 마차리층           | -                                 | Pseudoyuepingia asaphoides Agnostotes orientalis Eochuangia hana Eugonocare longifrons Hancrania brevilimbata Proceratopyge tenuis Glyptagnostus reticulatus |
|           | 캄브리아기 485.4–541.0 Mya   | 푸룽세 485.4–497 Mya | Paibian              | 세송층                    | 마차리층           | -                                 | Pseudoyuepingia asaphoides Agnostotes orientalis Eochuangia hana Eugonocare longifrons Hancrania brevilimbata Proceratopyge tenuis Glyptagnostus reticulatus |
|           | 캄브리아기 485.4–541.0 Mya   | 푸룽세 485.4–497 Mya | Chuangia             | 세송층                    | 마차리층           |                                   | Pseudoyuepingia asaphoides Agnostotes orientalis Eochuangia hana Eugonocare longifrons Hancrania brevilimbata Proceratopyge tenuis Glyptagnostus reticulatus |
|           | 캄브리아기 485.4–541.0 Mya   | 푸룽세 485.4–497 Mya | Prochuangia mansuyi  | 세송층                    | 마차리층           |                                   | Pseudoyuepingia asaphoides Agnostotes orientalis Eochuangia hana Eugonocare longifrons Hancrania brevilimbata Proceratopyge tenuis Glyptagnostus reticulatus |
|           | 캄브리아기 485.4–541.0 Mya   | 푸룽세 485.4–497 Mya | Fenghuangella laevis | 세송층                    | 마차리층           |                                   | Pseudoyuepingia asaphoides Agnostotes orientalis Eochuangia hana Eugonocare longifrons Hancrania brevilimbata Proceratopyge tenuis Glyptagnostus reticulatus |
|           | 캄브리아기 485.4–541.0 Mya   | 제3세 497–509 Mya    | Guzhangian           | 세송층                    | 마차리층           | Liostracina simesi                | Glyptagnostus stolidotus |
|           | 캄브리아기 485.4–541.0 Mya   | 제3세 497–509 Mya    | Guzhangian           | 세송층                    | 마차리층           | Neodrepanura                      | - |
|           | 캄브리아기 485.4–541.0 Mya   | 제3세 497–509 Mya    | Guzhangian           | 세송층                    | 마차리층           | Jiulongshania                     | - |
|           | 캄브리아기 485.4–541.0 Mya   | 제3세 497–509 Mya    | Guzhangian           | 풍촌석회암층 (대기층)     | 마차리층           |                                   | - |
|           | 캄브리아기 485.4–541.0 Mya   | 제3세 497–509 Mya    | Guzhangian           | -                         | 마차리층           |                                   | - |
|           | 캄브리아기 485.4–541.0 Mya   | 제3세 497–509 Mya    | Drumian              | Amphoton                  | 마차리층           | Lejopyge armata                   | |
|           | 캄브리아기 485.4–541.0 Mya   | 제3세 497–509 Mya    | Drumian              | Crepicephalina            | 마차리층           | Ptychangnostus atavus             | |
|           | 캄브리아기 485.4–541.0 Mya   | 제3세 497–509 Mya    | Wuliuan              | -                         | 마차리층           | Ptychangnostus sinicus Tonkinella | |
|           | 캄브리아기 485.4–541.0 Mya   | 제3세 497–509 Mya    | Wuliuan              | 묘봉층                    | 마차리층           | Ptychangnostus sinicus Tonkinella | Beiliella |
|           | 캄브리아기 485.4–541.0 Mya   | 제3세 497–509 Mya    | Wuliuan              | 묘봉층                    | Mapania (?)        | 삼방산층                          | Megagraulos semicircularis |
|           | 캄브리아기 485.4–541.0 Mya   | 제3세 497–509 Mya    | Wuliuan              | 묘봉층                    | Elrathia           | 삼방산층                          | Metagraulos sampoensis |
|           | 캄브리아기 485.4–541.0 Mya   | 제2세 509–521 Mya    | 제4절 제3절          | 묘봉층                    | Redilichia         | 삼방산층                          | - |
|           | 캄브리아기 485.4–541.0 Mya   | 제2세 509–521 Mya    | 제4절 제3절          | 장산층/면산층             |                    |                                   | |

## 같이 보기
- 영월군의 지질
- 평창군의 지질
- 조선 누층군
- 삼방산층
- 마차리층
- 와곡층
- 문곡층
- 영월군
- 평창군